# Gunderith
Gunderith war ein Anführer der Gepiden in der ersten Hälfte des sechsten Jahrhunderts.
Zur Zeit Theoderichs des Großen, besetzte Gunderith zusammen mit dem Gepidenfürsten Traserich das spätantike Sirmium. Daraufhin sandte Theoderich der Große im Jahr 504 n. Chr. gegen die gepidischen Besetzer seinen Feldherrn Pitzia, der Sirmium ohne Kampf und Belagerung einnahm sowie die verunsicherten Einwohner der Stadt erlöste.

## Antike Quellen
- Magnus Felix Ennodius, Panegyr. Theoderici 12, 61
- Chron. Cassiodor (Theodor Mommsen) Chronica minor II, S. 160